# Lovci trolů od Guillerma Del Toro
Lovci trolů od Guillerma Del Toro (v anglickém originále Trollhunters: Tales of Arcadia nebo zkráceně též Trollhunters) je americký počítačem animovaný fantasy televizní seriál vytvořený pro Netflix od Guillerma del Toro a produkovaný společnostmi DreamWorks Animation a Double Dare You Productions. Seriál vypráví příběh teenagera Jamesa Lakea Jr., který najde tajemný amulet a objeví tajnou říši obývanou trolly a dalšími magickými bytostmi. Jim a jeho přátelé jsou následně nuceni chránit náš svět před nebezpečnými příšerami, které číhají ve stínu svého malého příměstského města.
První dva díly první řady seriálu měli premiéru 8. října 2016 na New York Comic Conu. Celá řada měla následně celosvětovou premiéru na Netflixu 23. prosince 2016. Druhá řada měla premiéru 15. prosince 2017 a třetí a finální řada 25. května 2018.
Od svého uvedení na trh jsou Lovci trolů široce oceňováni jako ambiciózní a ohraničující animovaný seriál, přičemž Travis Johnson z Filminku ho nazval jako „... nejlepší animací pro děti od Avatar: Legenda o Aangovi“. Seriál byl v roce 2017 nominován na devět cen Daytime Emmy a vyhral nejvíc cen nej jakýkoliv animovaný nebo hraný seriál v tom roce. Také vyhral nebo byl nominován na několik cen Annie, Kidscreen Awards a Saturn Awards. Seriál má na kontě taktéž několik originálních dětských knih a byl adaptován do řady grafických románů Marca Guggenheima a Richarda Hamiltona, vydaných vydavatelstvím Dark Horse Comics.
Anton Yelchin byl v prvních dvou řadách i nadále součástí seriálu, protože před svou náhlou smrtí nahral dostatek dialogů, aby je mohl dokončit. Yelchin také stihl nahrát část dialogů pro finální řadu, zatímco zbytek nahrál Emile Hirsch.
Po úspěchu seriálu, Guillermo del Toro oznámil, že Lovci trolů budou první kapitolou v trilogii televizních seriálů s názvem Příběhy z Arkádie. Příběh pokračoval v seriálu 3 mimo: Příběhy z Arkádie a trilogie vyvrcholí třetím a finálním fantasy seriálem s názvem Kouzelníci: Příběhy z Arkádie.

## Obsazení

### Hlavní postavy
- Anton Yelchin a Emile Hirsch jako James "Jim" Lake Jr. , první Lovec trolů lidského původu
- Charlie Saxton jako Tobias "Toby" Domzalski, Jimův nejlepší přítel a důvěrník
- Lexi Medrano jako Claire Maria Nuñezová, Jimova přítelkyně
- Jonathan Hyde jako Waltolomew "Walter Strickler" Stricklander, Jimův učitel historie, který je ve skutečnosti podvrženec
- Kelsey Grammer jako Blinkous "Blinky" Galadrigal, Jimův šestioký čtyřramenný trolí mentor
- Fred Tatasciore jako Aarghaumont "AAARRRGGHH!!!", Blinkyho nejlepší přítel
- Victor Raider-Wexler jako Vendel
- Ron Perlman jako Bular Zlý, Gunmarův syn
- Amy Landecker jako doktorka Barbara Lakeová, Jimova matka

### Vedlejší postavy
- Steven Yeun jako Steven Q. "Steve" Palchuk
- Matthew Waterson jako Draal the Deadly, syn předchozího lovce trolů, Kanjigara
- Lauren Tom jako Zelda Nomura, podvrženec, kurátorka muzea a Stricklerova kolegyně
- Jimmie Wood jako NeEnrique, podvrženec zaměněný za Claiřina brášku Enriqueho
- Clancy Brown jako Gunmar Černý
- Tom Hiddleston a James Purefoy jako Kanjigar Statečný, Draalův otec a vznešený lovec trolů před Jimem
- Ike Amadi jako Angor Rot, starověký trolí asasín, který loví lovce trolů a zbírá jejich duše
- Rodrigo Blaas jako Trpaslík Chompsky, trpaslík, kterého adoptoval Toby
- Mark Hamill jako Dictatious Maximus Galadrigal, Blinkyho bratr
- Anjelica Huston jako královna Usurna
- Cole Sand jako Elijah Leslie "Eli" Pepperjack
- Lena Headeyová jako Morgana Le Fay / The Pale Lady
- Tom Kenny jako Otto Scaarbach, podvrženec polymorf, který se může změnit na podobu kohokoliv.
- David Bradley jako Merlin, čaroděj, který vytvořil amulet lovcu trolů
- Colin O'Donoghue jako Douxie "Big D"
- Tatiana Maslany jako Aja Tarronová
- Diego Luna jako Krel Tarron, Ajiin mladší bratr
- Yara Shahidi jako Darci Scottová, Jimova, Tobyho and Claiřina spolužačka

## Řady a díly
| Řada | Díly | Premiéra na Netflixu | Premiéra v ČR (Minimax) | Premiéra v ČR (Minimax) |
| Řada | Díly | Premiéra na Netflixu | První díl               | Poslední díl            |
| ---- | ---- | -------------------- | ----------------------- | ----------------------- |
| 1    | 26   | 23. prosince 2016    | 13. července 2018       | 17. srpna 2018          |
| 2    | 13   | 15. prosince 2017    | 1. ledna 2020           | 17. ledna 2020          |
| 3    | 13   | 25. května 2018      | 23. ledna 2020          | 6. února 2020           |

## Nominace a ocenění
| Rok  | Cena                           | Kategorie                                                                     | Nominovaní | Výsledek  | Zdroj         |
| ---- | ------------------------------ | ----------------------------------------------------------------------------- | --- | --------- | ------------- |
| 2017 | Cena Annie                     | Vynikající úspěch, animace postav v animované televizní / rozhlasové produkci | Mike Chaffe za postavu Blinky v epizodě „Becoming, Part 1“                                                                                  | vítězství | [ 16 ]        |
| 2017 | Cena Annie                     | Vynikající úspěch, design postáv v animované televizní / rozhlasové produkci  | Victor Maldonado, Alfredo Torres a Jules Rigolle, „Win, Lose or Draal“                                                                      | vítězství | [ 16 ]        |
| 2017 | Cena Annie                     | Vynikající úspěch, hudba v animované televizní / rozhlasové produkci          | Alexandre Desplat a Tim Davies, „Becoming, Part 1“                                                                                          | nominace  | [ 16 ]        |
| 2017 | Cena Annie                     | Vynikající úspěch, storyboarding v animované televizní / rozhlasové produkci  | Hyunjoo Song, „Win, Lose or Draal“ | vítězství | [ 16 ]        |
| 2017 | Saturn Awards                  | Nejlepší animovaný seriál nebo film v televizi                                | Lovci trolů | nominace  | [ 17 ]        |
| 2017 | Behind the Voice Actors Awards | Anton Yelchin za postavu Jima Lakea Jr.                                       | Jesús Colmenar, Alejandro Bazzano, Miguel Ángel Vivas, Álex Rodrigo                                                                         | vítězství | [ 18 ]        |
| 2017 | Behind the Voice Actors Awards | Nejlepší ženský dabing v televizním seriálu v hlavní roli                     | Lexi Medrano za postavu Claire Nuñez | nominace  | [ 18 ]        |
| 2017 | Behind the Voice Actors Awards | Nejlepší ženský dabing v televizním seriálu ve vedlejší roli                  | Laraine Newman za postavu paní Janeth | nominace  | [ 18 ]        |
| 2017 | Behind the Voice Actors Awards | Nejlepší ženský dabing v televizním seriálu v hostující roli                  | Anjelica Huston za postavu královny Usurny                                                                                                  | nominace  | [ 18 ]        |
| 2017 | Daytime Emmy Awards            | Vynikající individuální výkon v animaci postáv                                | Mike Chaffe, „Becoming, Part 1“ | vítězství | [ 19 ] [ 20 ] |
| 2017 | Daytime Emmy Awards            | Vynikající individuální výkon v designu postáv                                | Victor Maldonado, „Win, Lose Or Draal“ | vítězství | [ 19 ] [ 20 ] |
| 2017 | Daytime Emmy Awards            | Nejlepší speciální animovaný pořad                                            | Guillermo del Toro, Rodrigo Blaas, Marc Guggenheim, Chad Hammes, Christina Steinberg, Dan Hageman, Kevin Hageman a Lawrence Jonas           | nominace  | [ 19 ] [ 20 ] |
| 2017 | Daytime Emmy Awards            | Vynikající design úvodní znělky a grafický design                             | Kelsey Grammer za postavu Blinky | vítězství | [ 19 ] [ 20 ] |
| 2017 | Daytime Emmy Awards            | Vynikající ztvárnění role v animovaném pořadu                                 | Mary Hidalgo a Ania O'Hare, CSA | vítězství | [ 19 ] [ 20 ] |
| 2017 | Daytime Emmy Awards            | Vynikající casting pro animovaný seriál nebo speciál                          | Marc Guggenheim | vítězství | [ 19 ] [ 20 ] |
| 2017 | Daytime Emmy Awards            | Nejlepší scénář v animovaném pořadu                                           | Rodrigo Blaas a Guillermo del Toro | vítězství | [ 19 ] [ 20 ] |
| 2017 | Daytime Emmy Awards            | Nejlepší réžie v animovaném pořadu                                            | Rodrigo Blaas, Andy Erekson, Jonathan Catalan, Dai Weier, John Laus a David M.V. Jones                                                      | nominace  | [ 19 ] [ 20 ] |
| 2017 | Daytime Emmy Awards            | Vynikající mixáž zvuku – animace                                              | Matthew Thomas Hall a Carlos Sanches, CAS                                                                                                   | nominace  | [ 19 ] [ 20 ] |
| 2017 | Annie Awards                   | Vynikající úspěch, animace postav v animované televizní / rozhlasové produkci | Bruno Chiou, Yi-Fan Cho, Kevin Jong a Chun-Jung Chu, „Homecoming“                                                                           | vítězství | [ 21 ]        |
| 2017 | Annie Awards                   | Vynikající úspěch, design postáv v animované televizní / rozhlasové produkci  | Jules Rigolle, Alfredo Torres, Linda Chen, Rustam Hasanov a Alfonso Blaas, „Escape from the Darklands“                                      | nominace  | [ 21 ]        |
| 2017 | Annie Awards                   | Vynikající úspěch, réžie v animované televizní / rozhlasové produkci          | Andrew Schmidt, „Unbecoming“ | nominace  | [ 21 ]        |
| 2017 | Annie Awards                   | Vynikající úspěch, storyboarding v animované televizní / rozhlasové produkci  | David Woo, „Hero with a Thousand Faces“ Hyunjoo Song, „In the Hall of the Gumm-Gumm King“                                                   | nominace  | [ 21 ]        |
| 2017 | Annie Awards                   | Vynikající úspěch, scénář v animované televizní / rozhlasové produkci         | A.C. Bradley, Kevin Hageman, Dan Hageman, Aaron Waltke a Chad Quandt, „Escape from the Darklands“                                           | nominace  | [ 21 ]        |
| 2018 | Kidscreen Awards               | Nejlepší nový seriál, dětská kategorie                                        | Lovci trolů | vítězství | [ 22 ]        |
| 2018 | Kidscreen Awards               | Nejlepší scénář                                                               | Lovci trolů | vítězství | [ 22 ]        |
| 2018 | Kidscreen Awards               | Nejlepší animace                                                              | Lovci trolů | vítězství | [ 22 ]        |
| 2018 | Golden Reel Award              | Vynikající výkon ve zvukové editaci, krátká animace                           | Matthew Hall, Jason Oliver, Goeun Lee, MPSE, James Miller, Carlos Sanches, Aran Tanchum a Vincent Guisetti                                  | nominace  |               |
| 2018 | Daytime Emmy Awards            | Vynikající dětský animovaný pořad                                             | Guillermo del Toro, Marc Guggenheim, Chad Hammes, Rodrigo Blaas, Christina Steinberg, Dan Hageman, Kevin Hageman a Lawrence Jonas           | nominace  | [ 23 ] [ 24 ] |
| 2018 | Daytime Emmy Awards            | Nejlepší scénář v animovaném pořadu                                           | Dan Hageman, Kevin Hageman, Aaron Waltke, Chad Quandt a A.C. Bradley                                                                        | vítězství | [ 23 ] [ 24 ] |
| 2018 | Daytime Emmy Awards            | Vynikající mixáž zvuku – animace                                              | Matt Hall, Goeun Lee, James Miller, James Oliver, Aran Tanchum, Stacey Michaels, Vincent Guilsetti a Alex Ulrich                            | nominace  | [ 23 ] [ 24 ] |
| 2018 | Daytime Emmy Awards            | Vynikající design úvodní znělky a grafický design                             | Rodrigo Blaas, Andy Erekson, Jonathan Catalan, Dai Weier, David M.V. Jones a John Laus a Michael Smukavic za storyboard pro úvodní sekvence | nominace  | [ 23 ] [ 24 ] |
| 2018 | BAFTA                          | Mezinárodní animace                                                           | Rodrigo Blaas, Marc Guggenheim a Chad Hammes                                                                                                | nominace  | [ 25 ]        |
| 2019 | Annie Awards                   | Nejlepší animovaná televizní / rozhlasová produkce pro děti                   | | nominace  | [ 26 ]        |
| 2019 | Annie Awards                   | Animované efekty v animované produkci                                         | | vítězství |               |
| 2019 | Daytime Emmy Awards            | Nejlepší scénář v animovaném pořadu                                           | Marc Guggenheim, Dan Hageman, Kevin Hageman, A.C. Bradley, Chad Quandt, Lila Scott a Aaron Waltke                                           | nominace  | [ 27 ]        |
| 2019 | Daytime Emmy Awards            | Nejlepší réžie v animovaném pořadu                                            | Rodrigo Blaas, Elaine Bogan, Guillermo del Toro, Johane Matte a Andrew Schmidt                                                              | nominace  |               |
| 2019 | Daytime Emmy Awards            | Vynikající mixáž zvuku pro animovaný pořad                                    | | nominace  |               |
| 2019 | Daytime Emmy Awards            | Vynikající úpravy zvuku pro animovaný pořad                                   | | nominace  |               |